# Electroterapia
La electroterapia es una técnica que se engloba dentro de la medicina física y rehabilitación y se define como el arte y la ciencia del tratamiento de lesiones y enfermedades por medio de la electricidad.
La Historia de la Electroterapia se remonta a la aplicación de las descargas del pez torpedo en la época griega y romana (véase, Historia, en fisioterapia).

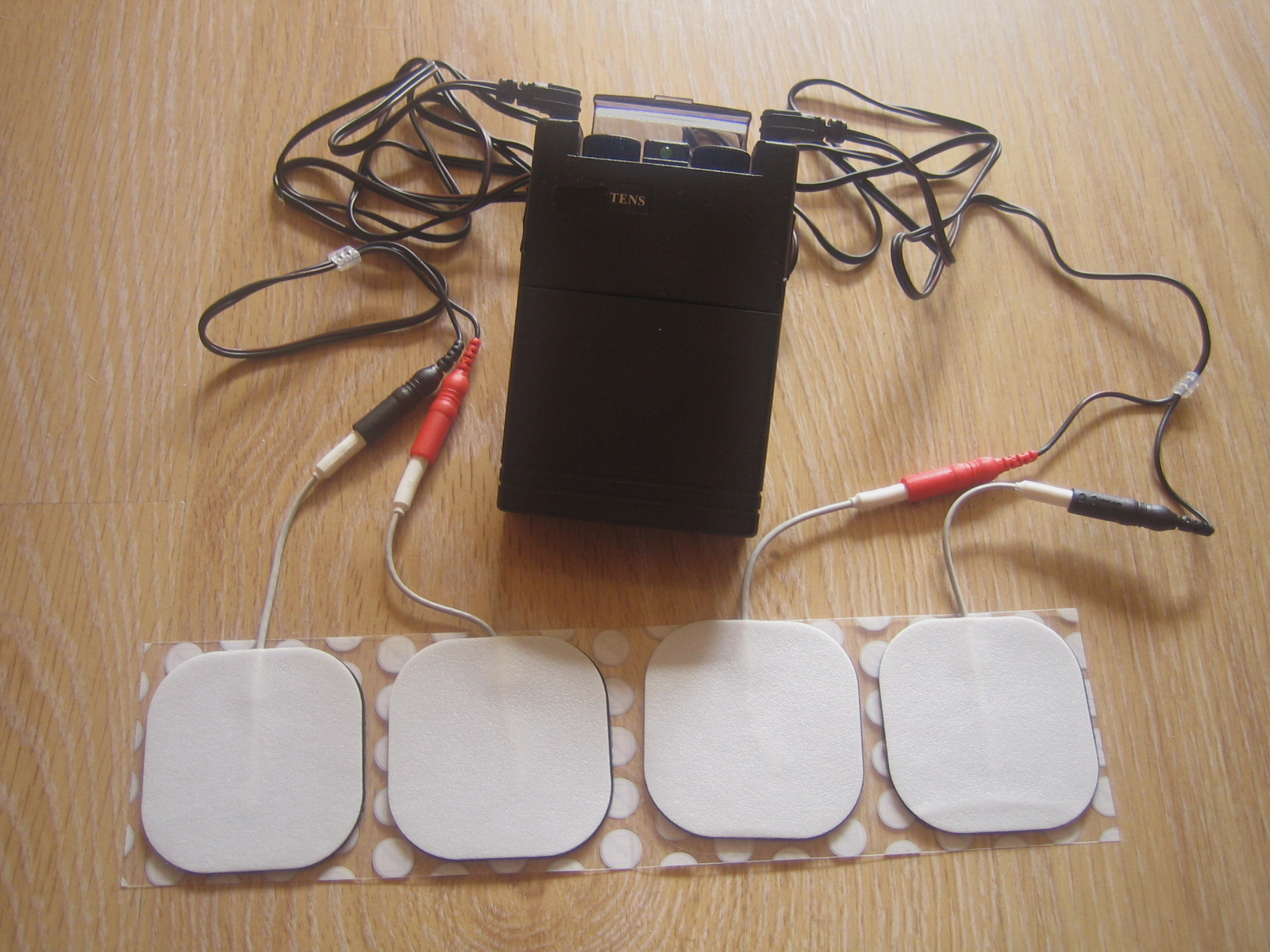
Imagen de un TENS, aparato que genera pulsos eléctricos con fines analgésicos.

Actualmente, la tecnología ha desarrollado numerosos aparatos (productos sanitarios) para la aplicación de la electroterapia sin correr riesgos de efectos secundarios, como los TENS o los estimuladores de alta o baja frecuencia.
Los principales efectos de las distintas corrientes de electroterapia son:
- Antiinflamatorio.
- Analgésico.
- Mejora del trofismo.
- Potenciación neuromuscular.
- Térmico, en el caso de electroterapia de alta frecuencia.
- Fortalecimiento muscular.
- Mejora transporte de medicamentos.
- Disminución de edema.
- Control de dolor.
- Mejora sanación de heridas.

## Clasificación de las corrientes de electroterapia según su frecuencia de emisión
En la práctica clínica se distinguen los siguientes tipos de corrientes:
- Baja frecuencia: de 0 a 1000Hz: Corriente galvánica, tens...
- Media frecuencia: de 1000 a 500.000 Hz: Interferenciales...
- Alta frecuencia: Desde 500.000Hz. Se subdividen en dos:
  - Radiofrecuencia: Micoonda, Onda corta
  - Espectro de la luz: Láser

## Contraindicaciones
- Mujeres embarazadas.
- Afecciones infecciosas.
- Fotofobia.
- Trastornos psiquiátricos.
- Electrofobia.
- Afecciones oncológicas.
- Metales.
- Ojo, corazón y seno carotídeo.
- Personas con marcapasos.
- Tromboflebitis.

## Potencial de Acción
Unidad básica de comunicación de un nervio en reposo tiene una carga de 60-90 mV.
La velocidad de la que se propaga el potencial de Acción depende el diámetro del nervio así como si este esta mielinizada o no.
Se aplica en procesos dolorosos, inflamatorios músculo-esqueléticos y nerviosos periféricos, así como en atrofias y lesiones musculares y parálisis.
Existe la posibilidad de aplicarla combinada con la ultrasonoterapia.
La electroterapia es una prescripción médica y es aplicada por un fisioterapeuta o bien una técnica de tratamiento aplicada a manos de un Kinesiólogo, dependiendo del país.

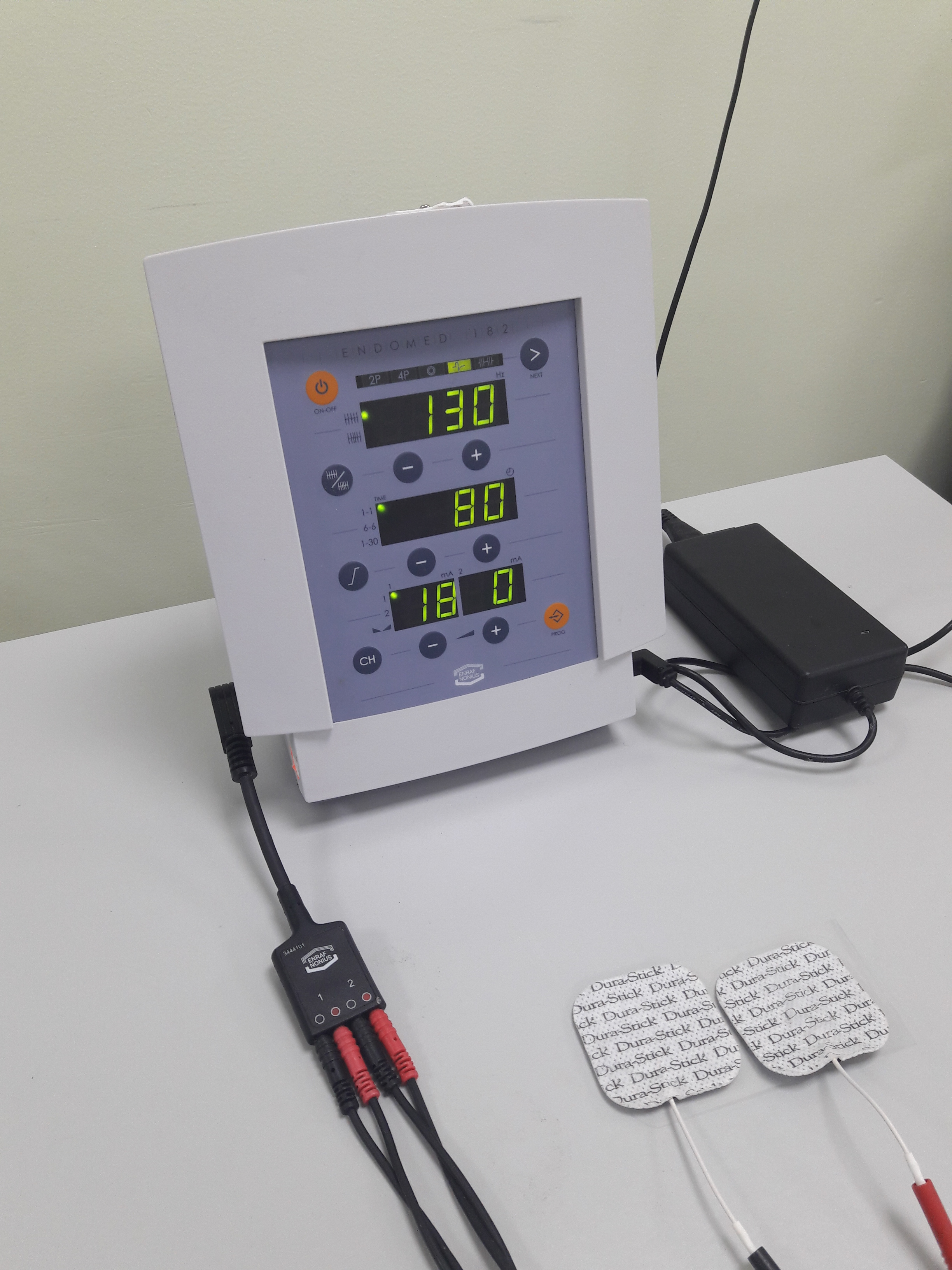
Equipo de Electroterapia